# Сельское поселение «Деревня Соболевка»
Се́льское поселе́ние «Деревня Соболёвка» — муниципальное образование в Сухиничском районе Калужской области Российской Федерации.
Административный центр — деревня Соболевка.

## История
Статус и границы сельского поселения установлены Законом Калужской области от 1 ноября 2004 года № 369-ОЗ «Об установлении границ муниципальных образований, расположенных на территории административно-территориальных единиц "Думиничский район", "Кировский район", "Медынский район", "Перемышльский район", "Сухиничский район", "Тарусский район", "Юхновский район", и наделении их статусом городского поселения, сельского поселения, муниципального района».

## Население
| 2010 | 2012 | 2013 | 2014 | 2015 | 2016 | 2017 |
| ---- | ---- | ---- | ---- | ---- | ---- | ---- |
| 632  | ↘630 | ↘609 | ↘591 | ↘590 | ↘576 | ↘574 |
| 2018 | 2019 | 2020 | 2021 |      |      |      |
| ↘562 | ↘555 | ↗562 | ↘502 |      |      |      |

## Состав сельского поселения
| №  | Населённый пункт | Тип населённого пункта          | Население |
| -- | ---------------- | ------------------------------- | --------- |
| 1  | Василево         | деревня                         | ↘6        |
| 2  | Дубровский       | село                            | ↘1        |
| 3  | Завода           | село                            | ↘237      |
| 4  | Зарница          | деревня                         | →0        |
| 5  | Кадыковка        | деревня                         | ↘0        |
| 6  | Коробки          | деревня                         | ↘6        |
| 7  | Нашково          | деревня                         | →0        |
| 8  | Поздновка        | деревня                         | ↘7        |
| 9  | Прохондеевка     | деревня                         | ↘0        |
| 10 | Ратьково         | деревня                         | ↘0        |
| 11 | Ресса            | деревня                         | ↘48       |
| 12 | Семичевка        | деревня                         | ↘2        |
| 13 | Соболевка        | деревня, административный центр | ↘305      |
| 14 | Сосенка          | деревня                         | ↘0        |
| 15 | Тычевка          | деревня                         | ↘16       |
| 16 | Шибаевка         | деревня                         | ↘4        |